# Nicole Bilderback
Nicole Bilderback, född 10 juni 1975 i Korea, är en amerikansk skådespelare. Hon adopterades, sex månader gammal, och växte upp i Dallas i Texas.[källa behövs]
Hon har medverkat i ett antal TV-serier, till exempel: Dawson's Creek, Dark Angel,  Buffy och vampyrerna, Sabrina tonårshäxan samt i ett avsnitt av Cityakuten. 

## Filmografi
- 1995 - Clueless
- 1999 - Paper Bullets
- 2000 - Bring It On
- 2004 - The Plight of Clownana